# Jean Schorn
Ne doit pas être confondu avec Jean Schorn (1901-1973).
Jean Schorn, appelé Schorn le Jeune, né le 16 mars 1912 à Cologne et mort le 4 avril 1994 à Cologne, est un coureur cycliste sur piste allemand et multiple champion national de cyclisme.

## Biographie
Comme de nombreux cyclistes à succès de Cologne de l'époque de la République de Weimar, Jean Schorn vient du quartier d'Eigelstein.
À l'âge de 15 ans, Schorn décide de suivre son exemple Mathias Engel et de devenir coureur cycliste. Ce n'est qu'en 1931 qu'il peut célébrer sa première victoire, dans la course sur route Neuss-Aachen-Neuss dans la catégorie amateur. En 1935, il remporte la course  Rund um Krefeld chez les amateurs.
Au début des années 1930 et 40, il est membre de l'équipe allemande de cyclisme sur piste amateurs, sélectionné et entrainé par Walter Rütt.
En 1938 et 1939, il est champion d'Allemagne en tandem avec son partenaire Heinz Hasselberg de Bochum, en 1940 et 1941 champion d'Allemagne de vitesse professionnels. Dans les années qui ont suivi, il termine sur le podium des championnats d'Allemagne.
Il fait ses débuts en demi-fond en 1940 à la Deutschlandhalle de Berlin.
En 1947, Schorn remporte le titre de champion d'Allemagne des stayers professionnels sur le vélodrome du Stadion am Zoo de Wuppertal derrière l'entraineur Jupp Merkens.
Schorn est resté professionnel jusqu'en 1956 et se classe parmi les trois premiers aux championnats allemands de demi-fond. Il prend le départ de 16 courses de six jours , il remporté en 1951 les six jours de Hanovre avec Ludwig Hörmann.
Lorsqu'il  remporte une course internationale sur la piste du Müngersdorfer Stadion en 1949, la chanson de carnaval Trizonesien-Song (en) de Karl Berbuer (de) est jouée en son honneur , car il n'y avait pas encore d'hymne officiel allemand. Son frère était le coureur sur route Ludwig Schorn .

## Palmarès sur piste

### Championnat d'Allemagne
- Champion d'Allemagne de vitesse amateurs : 1938
- Champion d'Allemagne de vitesse tandem amateurs : 1938, 1939[4]
- Champion d'Allemagne de vitesse professionnels : 1940 et 1941,
- Champion d'Allemagne de demi-fond : 1947

### Six jours
- Hanovre : 1951 avec Ludwig Hörmann.

### Grand Prix
- Grand Prix de la Pentecôte Wuppertal : 1946